# Ґрандж
Ґрандж (гранж) (англ. grunge, букв. «бруд», «надрив») — музичний напрям, піджанр альтернативного року. Виник у середині 1980-х років у передмістях Сіетла (штат Вашингтон, США), що зумовило альтернативну назву напрямку — «Звучання Сіетла» (англ. «Seattle Sound»). Формування ґранджу відбувалося під впливом гардкор-панку, важкого металу та інді-року. Для ґранджу є характерними перевантажене звучання електрогітар, часті зміни музичної динаміки протягом композиції, а також надривний вокал або вокал з характерним розтягуванням слів.
У 1980-х центром розвитку музичного напрямку була незалежна студія звукозапису Sub Pop. Комерційний успіх прийшов до ґранджу на початку 1990-х років після паралельного виходу двох досить несхожих за звучанням альбомів Nevermind гурту Nirvana та Ten гурту Pearl Jam. Успішні продажі цих записів сприяли зростанню популярності альтернативного року та врешті-решт призвели до визнання ґранджу найпопулярнішим напрямом рок-музики 1990-х. Більшість ґрандж-гуртів втратили популярність наприкінці десятиріччя, але їхній доробок продовжує впливати на розвиток сучасної рок-музики.

## Походження назви

Логотип студії звукозапису Sub Pop Records, своєрідної «колиски» ґранджу.

Як правило, перше використання терміна «ґрандж» для опису цього жанру музики приписують Марку Арму, вокалісту сіетлського гурту Green River, а згодом гурту Mudhoney. Вперше Арм використав термін 1981 року, в листі до сіетлського фензіну Desperate Times, в якому описав свій тодішній гурт Mr. Epp and the Calculations як «чистий ґрандж». Кларк Гемфрі, редактор фензіна, стверджує, що це найперше використання терміна для визначення гурту з Сіетла, а також згадує, що Брюс Певітт, один із засновників лейбла Sub Pop, популяризував термін — неодноразово використовував його для опису музики Green River.
Роками пізніше Арм сказав: «Очевидно, що я не винайшов [термін]. Я почув його десь. Термін вже був відомий у всій Австралії в середині 1980-х і описував такі гурти, як King Snake Roost, The Scientists, Salamander Jim та Beasts of Bourbon». Арм використовував слово «ґрандж» як описовий термін, а не термін для жанру.

## Характеристика
Характерне звучання музики ґранджу визначається його походженням від змішування елементів панк-року та важкого металу, однак деякі гурти робили акцент на перший або другий елемент. Типове для панку жорстке «брудне» звучання через вплив важкого металу стало складнішим та мелодійнішим, темп музики значно уповільнився. Інструментальний ансамбль ґранджу складається з класичного набору — одна чи декілька електрогітар, бас-гітара, ударна установка. При цьому гітарний звук у більшості випадків піддається деформації за допомогою звукових ефектів — дисторшну, фузз-боксу та фідбеку. Деякі особи, пов'язані з розвитком ґранджу, зокрема музикант і продюсер Джек Ендіно та гурт Melvins, пояснили вплив гуртів важкого року типу Kiss та інших — «музичною провокацією». ґрандж-виконавці вважали подібні гурти «вбогими» (англ. cheesy), але попри це вони подобались їм. Базз Осборн із Melvins зобразив таке ставлення як спробу побачити, які кумедні речі можуть робити гурти і перейняти це самим. На початку 1990-х, фірмовий формат пісень гурту Nirvana «стоп — старт», став звичайним для жанру. Сайт Allmusic назвав ґрандж «гібридом важкого металу і панку». Попри те, що зазвичай клавішні інструменти не застосовуються в ґранджі, сіетлський гурт Gorrilla створив дискусію, зламав «тільки гітарний» підхід до жанру, використовуючи для своєї музики орган фірми Vox.

### Тематика пісень
Більшість ґрандж-композицій сповнені відчаю та звертаються до проблематики соціальної відчуженості, апатії, неможливості самореалізації, занепокоєності майбутнім. У своїй творчості ґрандж-музиканти висловлюють незадоволення станом суспільства та його упередженим ставленням до потреб особистості. У цьому плані ґрандж наслідує протестну ідеологію панку та є віддзеркаленням настроїв американської молоді періоду свого розквіту. Водночас, деякі ґрандж-пісні мають іронічні та сатиричні тексти, нерідко об'єктом висміювання ставала естетика ґлем-року.

### Субкультура
Зростання популярності ґранджу серед молоді очікувано спричинило появу на початку 1990-х окремої молодіжної субкультури. Як і у випадку інших субкультур, що розвивалися на основі того чи іншого музичного напряму, представники субкультури ґранджу — ґранджери (англ. grungers в Британії або англ. grungies в США) намагалися максимально наслідувати музикантів своїх улюблених гуртів в усьому, від стилю одягу до світосприйняття.
ґрандж-концерти були відомі своєю простотою та енергетичністю. На противагу представникам популярних у 1980-х рок-течій, насамперед ґлем-року, музиканти ґрандж-гуртів уникали застосування на свої концертах будь-яких візуальних (світлових або піротехнічних) ефектів та не розробляли для своїх виступів окремих сценічних образів. Своїм сценічним одягом вони підкреслювали єдність зі своєю аудиторією, яку на перших етапах розвитку ґранджу здебільшого складала молодь з робітничих родин невеличких міст Північного Заходу США. У документальному фільмі «Істерія!» зазначається, що сіетлські гурти були мінливими виконавцями, адже їх метою було не розважати, а просто «відірватися».
Типовий одяг сіетлського ґрандж-музиканта складався з блакитних джинсів, теніски та теплої фланелевої сорочки, тобто відповідав повсякденному вбранню мешканців цього регіону з досить прохолодним кліматом. Варіантами вбрання були штани (або шорти) та сорочки (або теніски) темних кольорів. Все це купувалося в найдешевших магазинах знеціненого одягу або, навіть, в магазинах секондгенду. Пізніше, коли субкультура ґранджу набула популярності і знайшла своїх прихильників серед заможних верств населення, до естетики ґранджу звернулися представники індустрії моди. Відомі виробники молодіжного одягу почали випускати колекції ґрандж-одягу, речі з яких виглядали підкреслено дешевими, але продавалися за досить високу ціну. Бред Моррелл, у своєму дослідженні «Nirvana та звук Сіетла», пізніше писав: «У той час світ високої моди, який важко назвати реальним світом, вирішив, що ґрандж — це шикарно. Дизайнери розробили дурнуваті моделі светрів ціною по 500 доларів кожний, точні копії десятидоларових».
Одна з філософських позицій ґранджу була «справжність». Дейв Риммер, музичний журналіст і критик, пише, що разом з відродженням ідеалів панк-року в музиці початку 1990-х років, з «Кобейном і купою дітей, яким він подобається, рок-н-рол… кинув їм виклик: чи можете ви бути досить чистими, кожен день, кожен рік, щоб довести свою справжність, щоб жити музикою, а не жити будучи позером, фальшивкою, запроданцем?».
Дуглас Кельнер вважає, що в течіях, як ґрандж, можуть поєднуватись елементи як суто споживацької субкультури, так і контркультури, яка відкидає загальний мейнстрім: 
|  | Панк чи ґрандж для підлітків – це можливість відмежуватися від панівної культури і самоідентифікуватися. Вони можуть бути визначальними для цілого способу життя, включаючи одяг, стиль, переконання і навички. Молодіжні субкультури можуть формувати життєві плани, що охоплюватимуть усі аспекти. |

## Історія

### Витоки та натхненники
Звучання ґранджу частково є результатом того, що Сіетл був ізольованим від інших музичних сцен. Як зазначив Джонатан Понеман: «Сіетл був ідеальним прикладом нефундаментального міста з активною музичною сценою, яка цілком була проігнорована американськими ЗМІ, зацикленими на Лос-Анджелесі та Нью-Йорку». Марк Арм стверджував, що «в цьому одному куточку на карті було дуже багато груп і всі здирали ідеї одне в одного». ґрандж еволюціонував починаючи з місцевої панк-рок сцени, а його натхненниками були такі гурти, як The Fartz, The U-Men, 10 Minute Warning, The Accused і Fastbacks. Крім цього, повільне, важке, «сладжеве» звучання Melvins справило істотний вплив на ґрандж.
Поза тихоокеанським північним заходом, багато музикантів та музичних сцен також справляли свій вплив. Альтернативні рок-гурти північного сходу США, включаючи Sonic Youth, Pixies і Dinosaur Jr., сильно вплинули на жанр. Sonic Youth «ненавмисно вигодували» ґрандж-сцену і зміцнили дуже незалежні позиції її музикантів. Курт Кобейн в інтерв'ю журналу Rolling Stone зазначив вплив Pixies на Nirvana: «Я з'єднався з цим гуртом настільки сильно, що мав би бути в самому гурті. Або, принаймні, в кавер-гурті Pixies. Ми перейняли від них почуття динаміки: чергування м'якого, тихого звучання з гучним і жорстким». Дейв Ґрол, в свою чергу, зазначив: «Курту, Крісту і мені подобались The Knack, Bay City Rollers, The Beatles та ABBA настільки ж, настільки Flipper і Black Flag… Ти слухаєш будь-який запис Pixies і все це там. Або навіть Black Sabbath „War Pigs“ — це там: потужність динаміки. Ми просто нібито познущалися цими речами над поп-піснею і вийшли сухими з води».
|                                 |  |  |
| Сіетлський панк-гурт The U-Men. |  |  |

Крім впливу панку і альтернативного року, на багато ґрандж-гуртів, рівною мірою, вплинув важкий метал ранніх 1970-х. Клінтон Гейлін, автор книги «Babylon's Burning: From Punk to Grunge», послався на Black Sabbath як «можливо, найпоширеніший до-панковий гурт, який вплинув на північно-західну сцену». Black Sabbath зіграли роль у формуванні звучання ґранджу своїми власними записами і записами тих виконавців, яких вони надихнули. Музичний критик Боб Гулла стверджує, що звучання Black Sabbath «простежується практично у всіх найпопулярніших ґрандж-гуртів, включаючи Nirvana, Soundgarden і Alice in Chains». Також очевидний вплив Led Zeppelin, зокрема на роботи Soundgarden, яких журнал Q назвав «невільниками року 70-х, але нехтуючих явним сексизмом і мачизмом жанру». Джон Відергорн з журналу Guitar World пише: «То що ж насправді є ґрандж?… Уявіть супергурт з учасників Creedence Clearwater Revival, Black Sabbath і The Stooges, і ви майже поруч».
На формування ґранджу також сильно вплинув лос-анджелеський гардкор-панк гурт Black Flag, зокрема, їхній альбом My War, що вийшов 1984 року, на якому гурт змішав важкий метал зі своїм традиційним панк-звучанням. Стів Тернер, гітарист Mudhoney, сказав: «Багато людей в країні зненавиділи Black Flag за те, що вони стали писати повільні пісні… Але тут всі вважали, що це класно… Ми були вражені. Вони були дивними і круто звучали». Тернер пояснив вплив металу на ґрандж: «Гардрок і метал ніколи не були настільки огидними для панків, як для інших. Тут була маленька сцена, не було гурту, який ти міг би зненавидіти». Близько 1984 року, гурти в окрузі Сіетл почали грати суміш металу та панку. Найяскравішим гуртом в цьому жанрі була The U-Men.
Сире, спотворене, насичене фідбеком звучання деяких нойз-рок гуртів так само вплинуло на музику Сіетла. Серед них Killdozer з Вісконсина, і насамперед Flipper з Сан-Франциско, який був відомий своїм повільним, похмурим «нойз-панком». Звучання Butthole Surfers, що становить собою суміш панку, важкого металу і нойз-року, мало істотний вплив на жанр, зокрема, на ранні роботи Soundgarden. Крім того, на Soundgarden і інші ранні ґрандж-гурти вплинули такі британські пост-панк гурти, як Gang of Four і Bauhaus.
Після кількох спільних концертів та спільного альбому Ніла Янга і Pearl Jam, деякі представники ЗМІ дали Янгу титул «Хрещеного батька ґранджу». Підставами для цього стали роботи Янга з його гуртом Crazy Horse і часте використання гітарного ефекту «дисторшн», у першу чергу в альбомі Rust Never Sleeps, що вийшов 1979 року. Аналогічний за впливом альбом, який проте рідко згадується, це Neurotica гурту Red Kross. Джонатан Понеман: «Neurotica змінив моє і життя багатьох інших людей музичної спільноти Сіетла».

### Ранній розвиток
Появу ґранджу як відомого широкому загалу музичного феномену пов'язують з випуском у 1986 році студією звукозапису C/Z Records альбому Deep Six, до якого увійшли записи шести сіетлських гуртів — Green River, Soundgarden, The Melvins, Malfunkshun, Skin Yard та The U-Men. Для більшості з цих гуртів збірка стала першим виданим студійним записом. Вибір творів саме цих виконавців для об'єднання на одній платівці пояснюється схожістю звучання їхньої музики, яку не можна було віднести до будь-якого з відомих музичних стилів, але можна було характеризувати як суміш панку та важкого металу.
Цього року вийшов перший альбом гурту Green River Dry As a Bone. Альбом вийшов на створеній Брюсом Павіттом студії Sub Pop, за місію якої було визначено просування «звуку Сіетла». Згодом флагманським гуртом студії став найуспішніший ґрандж-гурт 1980-х Mudhoney, створений музикантами Green River після розпаду останнього. Оригінальне звучання сіетлських гуртів та грамотна політика Sub Pop з популяризації їхньої музики за декілька років зробило Сіетл столицею андеґраундної музики, до якої з'їжджалися гурти з інших частин США, переймаючи ґранджове звучання та стиль.

### Вершина популярності
Входження ґранджу до мейнстриму музичної культури пов'язують з підписанням наприкінці 1980-х гуртом Soundgarden контракту зі звукозаписувальною студією A&M Records. Контракти з великими студіями також уклали Alice in Chains та Screaming Trees, а в 1990 році — Nirvana. Сам факт підписання контрактів з великими звукозаписувальними компаніями свідчить про перетворення ґранджу на складову масової культури, проте справжня широка відомість приходить до цього музичного напряму з випуском у вересні 1991 року альбому Nirvana Nevermind. Альбом, на який продюсерами покладалися досить невеликі надії, виявився надзвичайно успішним — наприкінці 1991 його продажі сягали 400 тисяч примірників на тиждень. А вже в січні 1992 року Nevermind сягнув першої сходинки рейтингу Billboard 200.. Пісня «Smells Like Teen Spirit» презентувала ґрандж світові.
Успіх альбому Nevermind став справжнім сюрпризом для музичної індустрії. Пізніше один з керівників студії Geffen, що випустила цей диск, Гері Герш писав: «Ті, хто зараз стверджує, що заздалегідь знав, наскільки цей диск стане популярним, кажуть неправду». Nevermind не лише популяризував ґрандж, але й довів «культурну та комерційну життєздатність альтернативного року загалом.» Успіх альбому Nirvana привернув увагу меломанів до «звуку Сіетла» і за результатами 1992 року до сотні найуспішніших музичних альбомів за версією Billboard також увійшли Dirt гурту Alice in Chains, Ten від Pearl Jam, Badmotorfinger гурту Soundgarden, а також альбом Temple of the Dog, записаний спільно музикантами Pearl Jam та Soundgarden. Причому Ten став не менш успішним за Nevermind — на кінець літа 1992 року він розійшовся сукупним тиражем понад 4 мільйони примірників.
Піком світової популярності ґранджу вважають 1992-93 роки. Упродовж цих років музиканти провідних ґрандж-гуртів активно гастролюють, збирають тисячі прихильників на концертних майданчиках по обидва боки Атлантики, їхня творчість та особисте життя активно обговорюється у пресі, на радіо та телебаченні. У цей же період на музичному горизонті один за одним з'являються нові або до того часу маловідомі ґрандж-виконавці.

### Падіння популярності
До зменшення популярності ґранджу призвела ціла низка внутрішніх та зовнішніх факторів. З одного боку, значний комерційний успіх музичного напрямку створив суттєву внутрішню суперечність. Виходило, що музиканти, які здобули прихильність молоді не в останню чергу за рахунок демонстративного протесту проти тотальної комерціалізації усіх сфер життя, стали невід'ємною і досить прибутковою складовою шоу-бізнесу. З іншого боку, в середині 1990-х на музичному небосхилі з'явилися нові стилі — в Північній Америці сходила зірка пост-ґранджу з його м'якшим, розрахованим на ширшу аудиторію, звучанням, а на Британських островах набирав популярності брит-поп, який своєю життєствердною позицією у певному сенсі став протилежністю ґранджу. Врешті-решт ґрандж став зайвим доказом того, що вкрай рідко той чи інший напрямок рок-музики може утриматися на вершині успіху більше трьох років.
Від початку широкої популярності ґранджу уособленням його субкультури був лідер Nirvana Курт Кобейн, тому не дивно, що завершення ери ґранджу прийнято пов'язувати у часі з самогубством Кобейна у 1994 році. Того ж року вийшло декілька ще по-справжньому комерційно успішних альбомів розкручених ґрандж-гуртів, останні ж повноцінні ґрандж-альбоми, що пройшли поміченими музичним загалом, датуються 1996 роком.

## Ґранджові рейтинги

### Найкращі гурти
У 2012 році на музичному сайті Loudwire було опубліковано власний рейтинг 10 найкращих ґранджових виконавців всіх часів. Чед Чайлдерс додав до нього музичні гурти, що «розпочали музичну революцію і перевернули музичний світ» на початку дев'яностих:
1. Nirvana
2. Alice in Chains
3. Pearl Jam
4. Soundgarden
5. Stone Temple Pilots
6. The Melvins
7. Screaming Trees
8. Mother Love Bone
9. Hole
10. Mudhoney

### Найкращі альбоми
У 2019 році редактори музичного журналу Rolling Stone створили список із 50 ґранджових альбомів, завдяки яким рок-музика «заново народилась» у дев'яностих роках, додавши до нього як всесвітньо відомі бестселери, так і андеграундні платівки, що вплинули на розвиток жанру:
1. Nirvana — Nevermind (1991)
2. Soundgarden — Badmotorfinger (1991)
3. Pearl Jam — Ten (1991)
4. Hole — Live Through This (1994)
5. Mudhoney — Superfuzz Bigmuff (1990)
6. Alice in Chains — Dirt (1992)
7. Temple of the Dog — Temple of the Dog (1991)
8. Nirvana — In Utero (1993)
9. Soundgarden — Superunknown (1994)
10. Pearl Jam — Vs. (1993)
11. Stone Temple Pilots — Core (1992)
12. Smashing Pumpkins — Siamese Dream (1993)
13. Nirvana — Bleach (1989)
14. Alice in Chains — Facelift (1990)
15. L7 — Bricks Are Heavy (1992)
16. Melvins — Houdini (1993)
17. Screaming Trees — Sweet Oblivion (1992)
18. Mad Season — Above (1995)
19. Singles: Original Motion Picture Soundtrack (1992)
20. Green River — Dry as a Bone (1987)
21. Джеррі Кантрелл — Degradation Trip (2002)
22. Збірка Deep Six (1986)
23. Soundgarden — Ultramega OK (1988)
24. Stone Temple Pilots — Purple (1994)
25. Melvins — Bullhead (1991)
26. Smashing Pumpkins — Mellon Collie and the Infinite Sadness (1995)
27. Babes in Toyland — Spanking Machine (1990)
28. Soundgarden — Louder Than Love (1989)
29. Green River — Come on Down (1985)
30. Wipers — Youth of America (1981)
31. Tad — 8-Way Santa (1991)
32. Smashing Pumpkins — Gish (1991)
33. Babes in Toyland — Fontanelle (1992)
34. 7 Year Bitch — ¡Viva Zapata! (1994)
35. Paw — Dragline (1993)
36. Ніл Янг та Crazy Horse — Ragged Glory (1990)
37. L7 — Smell the Magic (1990)
38. The Fluid — Purplemetalflakemusic (1993)
39. The Gits — Enter: The Conquering Chicken (1994)
40. Mudhoney — Every Good Boy Deserves Fudge (1991)
41. Soundgarden — Screaming Life (1987)
42. Alice in Chains — Jar of Flies (1994)
43. Black Flag — My War (1984)
44. Skin Yard — Hallowed Ground (1989)
45. The Stooges — Fun House (1970)
46. Veruca Salt — American Thighs (1994)
47. The U-Men — Step on a Bug (1988)
48. Fecal Matter — Illiteracy Will Prevail (1986)
49. Toadies — Rubberneck (1994)
50. Mother Love Bone — Apple (1990)

### Найкращі пісні
У 2014 році в журналі Paste склали рейтинг найкращих ґранджових пісень, більшість з яких вийшли ще до смерті Курта Кобейна, що суттєво вплинули на подальший розвиток альтернативного року та інші гурти дев'яностих:
1. Nirvana — «Smells Like Teen Spirit»
2. Pearl Jam — «Alive»
3. Alice in Chains — «Would?»
4. Soundgarden — «Superunknown»
5. Smashing Pumpkins — «Today»
6. Stone Temple Pilots — «Vasoline»
7. Nirvana — «In Bloom»
8. Mudhoney — «Touch Me I'm Sick»
9. Temple of the Dog — «Hunger Strike»
10. Veruca Salt — «Seether»
11. Melvins — «Lizzy»
12. Dinosaur Jr. — «Feel the Pain»
13. Pearl Jam — «Even Flow»
14. Nirvana — «Lithium»
15. Meat Puppets — «Backwater»
16. Alice in Chains — «Them Bones»
17. Screaming Trees — «Nearly Lost You»
18. Hole — «Doll Parts»
19. Stone Temple Pilots — «Plush»
20. Nirvana — «Heart-Shaped Box»
21. L7 — «Pretend We're Dead»
22. Pearl Jam — «Rearviewmirror»
23. Soundgarden — «Black Hole Sun»
24. Mudhoney — «In ’n’ Out of Grace»
25. Dinosaur Jr. — «Out There»
26. Smashing Pumpkins — «Cherub Rock»
27. Stone Temple Pilots — «Big Empty»
28. Hole — «Violet»
29. Alice in Chains — «I Stay Away»
30. Tad — «Grease Box»
31. Pearl Jam — «Jeremy»
32. Bush — «Machinehead»
33. Mad Season — «River of Deceit»
34. Soundgarden — «Outshined»
35. Stone Temple Pilots — «Interstate Love Song»
36. Love Battery — «Between the Eyes»
37. Nirvana — «Serve the Servants»
38. Melvins — «Goin’ Blind»
39. Veruca Salt — «All Hail Me»
40. Pearl Jam — «Animal»
41. Sunny Day Real Estate — «Seven»
42. Love Battery — «Out of Focus»
43. Nirvana — «Blew»
44. Paw — «Jessie»
45. Silverchair — «Tomorrow»
46. The Gits — «Bob (Cousin O.)»
47. Screaming Trees — «Dollar Bill»
48. 7 Year Bitch — «The Scratch»
49. Green River — «Swallow My Pride»
50. Mother Love Bone — «Crown of Thorns»

## В Україні
До стилю «ґрандж» в Україні принагідно зверталися різні виконавці, як «Димна Суміш» , СкруDG та MUFFTRAIN. Євген Бондаренко з Чернігова, створюючи групу Скрудж, навіть намагався надати самій назві «ґранджового» звучання. Криворізька група «Аероплан» у далеких нульових позиціонувалась як ґрандж-гурт, наближаючись своїм звучанням до «Нірвани». Групу «Мертвий півень» знавці називали такою, що «змішують у власному коктейлі звуків гранж, блюз та джаз». Використовує елементи ґранджу і гурт Ptakh Jung. у 2017 досить популярною була стилізація Олегом Скрипкою під ґрандж народної пісні «Несе Галя воду».
В сучасній художній літературі трапляються посилання на «ґрандж» як стиль одягу: Юрій Андрухович іронічно вигукує в статті «Жити streamно»: «Який жах – криворука покоївка переплутала всі капсульні аутфіти, хоча її ще вчора проконсультував наш персональний стиліст. Не смарт-кежуал, а футболка й кеди в стилі ґрандж!», що, принаймні, свідчить про ґрандж як іще живий атрибут субкультури в Україні в 2018 році.